# Anisocentropus dilucidus
Anisocentropus dilucidus là một loài Trichoptera trong họ Calamoceratidae. Chúng phân bố ở miền Australasia.